# Tobias Schützenauer
Tobias Schützenauer (Graz, 1997. május 19. –) osztrák labdarúgó, kapus, a Rheindorf Altach játékosa.

## Pályafutása
2010 júliusában kezdte karrierjét az SK Sturm Graz akadémiáján. Miután bizonyított az U15 és az U16-os korosztályban is, lehetőséget kapott a B csapatban. 2015. május 25-én mutatkozott be a felnőtt csapatban az Admira Wacker ellen, a 35. percben állt be a sérült Christian Gratzei helyére. 2023. június 29-én a Rheindorf Altach szerződtette.

## Sikerei, díjai
- Sturm Graz
  - Osztrák kupa: 2017–18, 2022–23

## Külső hivatkozások
- Tobias Schützenauer adatlapja a Transfermarkt oldalon (németül)
- Tobias Schützenauer adatlapja a Soccerway oldalon (angolul)